# Relações entre França e Iraque
As relações entre França e Iraque referem-se às relações internacionais entre a França e o Iraque. Antes do Iraque invadir o Kuwait em 1990, a França gozava de relações amistosas com o ex-presidente iraquiano Saddam Hussein, porém o relacionamento azedou quando o Iraque entrou no território do Kuwait e logo a França cortou os laços com o Iraque. Após treze anos, a França retomou as relações com os iraquianos. 

## História
A amizade franco-iraquiana remonta a 1967, quando Charles de Gaulle declarou apoio aos países árabes na Guerra dos Seis Dias contra Israel. Esta política foi vista por Paris como uma maneira de fortalecer os laços comerciais com os países ricos em petróleo e, assim, estender a influência francesa no Oriente Médio, que estava principalmente sob a esfera de influência anglo-estadunidense naquela época.
Em 1970, a França era um dos principais parceiros comerciais do Iraque. As relações diplomáticas e econômicas tiveram um importante impulso em 1974, quando o ex-primeiro-ministro francês e futuro presidente da República, Jacques Chirac, em uma declaração considerou Saddam Hussein como um "amigo pessoal".
Até a invasão do Kuwait pelo Iraque, a França manteve relações amistosas com o ex-presidente iraquiano Saddam Hussein sob a presidência de Valéry Giscard d'Estaing. Em 1976, a França havia de fato vendido um reator nuclear classe experimental Osiris para o Iraque oficialmente para fins de pesquisa científica (ver: Iraque e as armas de destruição em massa). No entanto, este seria destruído por um bombardeio da Força Aérea Israelense em 7 de junho de 1981 na Operação Ópera, durante o qual um engenheiro francês, Damien Chaussepied, foi morto. O Partido Baath de Saddam Hussein considerava a França como seu melhor aliado ocidental. As vendas de armas continuaram e os projetos de infraestrutura franceses no Iraque se desenvolveram. No final da década de 1970 a França era o segundo maior parceiro comercial do Iraque após a União Soviética tanto como fornecedora de equipamentos para civis como para militares.
Essa amizade continuaria sob os governos socialistas franceses no poder na década de 1980, nomeadamente sob François Mitterrand. A França, assim como muitos outros países ocidentais, apoiou fortemente o Iraque em sua guerra contra o Irã. Paris tinha de fato fornecido a Bagdá armas sofisticadas, incluindo caças-bombardeiros e aeronaves Dassault-Breguet Super Étendard equipados com mísseis Exocet. Quando o Iraque considerou atrasar os pagamentos pelo material, Paris reagendou dívida iraquiana.
No entanto, a relação entre os dois estados ficou comprometida quando o Iraque invadiu o Kuwait em 1990; a França rompeu relações diplomáticas com o Iraque, condenando a invasão, e declarou tentar convencer Saddam Hussein a retirar suas tropas do Kuwait alguns dias antes do início da Operação Tempestade no Deserto. Os enviados franceses também estiveram presentes em Bagdá, tentando encontrar uma solução diplomática para a crise. A França permaneceu mais favoravelmente inclinada em relação ao Iraque, ao contrário de outros países ocidentais. No plano econômico, as relações com o Iraque representaram uma desastre financeiro, deixando contas a pagar no valor de 4 bilhões.
Em 2004, na sequência da Guerra do Iraque (durante a qual a França declarou oposição a uma intervenção dos Estados Unidos), as relações entre os dois estados são restauradas.